# 10306 Pagnol
10306 Pagnol este o planetă minoră (asteroid), cu un diametru de 9,887 km, din centura de asteroizi. A fost descoperită pe 21 august 1990 la Observatorul din Haute-Provence de Eric Walter Elst și a fost numită după Marcel Pagnol⁠(d). 
Obiectul prezintă o orbită caracterizată de o semiaxă mare de 3,030991 UAi, o excentricitate de 0,2, o înclinație de 8,053 ° în raport cu ecliptica.